# Сакрални плексус
Сакрални плексус је један од два нервна плексуса у саставу лумбосакралног плексуса који  излази из лумбалних и сакралних пршљенова (Л4-С4).   Он обезбеђује моторне и сензорне нерве за задњи део бутине, већину потколенице и стопала и део карлице.  

## Анатомија
Сакрални плексус формирају:
- лумбосакрално стабло

- предњи део првог сакралног нерва

- делови предњих одељења другог и трећег сакралног нерва

Нерви који формирају сакрални плексус конвергирају према доњем делу већег ишијадичног отвора и спајају се у спљоштену траку, од чије предње и задње површине излази неколико грана. Сама трака се наставља као ишијатични нерв, који се дели на задњој страни бутине на тибијални нерв и заједнички фибуларни нерв. Ова два нерва понекад настају одвојено од плексуса и у свим случајевима њихова се независност може показати дисекцијом. 
Често се сматра да су сакрални плексус и лумбални плексус заправо део једног великог нервни плексус, лумбосакралног плексуса, који су повезани лумбосакралним стаблом

### Анатомски односи
Сакрални плексус лежи на задњем делу карлице испред мишића пириформиса и карличне фасције. Испред ње су унутрашња илијачна артерија, унутрашња илијачна вена, уретер и сигмоидни колон. 
Горња глутеална артерија и вена пролазе између лумбосакралног стабла и првог сакралног нерва, а доња глутеална артерија и вена између другог и трећег сакралног нерва. 

### Нерви сакралног плексуса
Сви нерви који улазе у састав сакралног плексус, са изузетком трећег сакралног нерва, деле се на вентрални и дорзални део, а нерви који настају из њих приказани су у табели испод:
| Нерви сакралног плексуса.                    |             | | |
| Назив                                        | Полазиште   | Ток | Подручје инервације |
| Plexus ischiadicus-rr.ventrales              |             | • формирају truncus lumbosacralis. • Сакралне гране излазе кроз и формирају плексус који се прислања уз m.piriformis• Према доле се од плексуса кроз наставља велики седални живац. • Између лумбоскралног трункуса и пролази a. glutea pelvina superior, а између S2, S3 а. glutea inferior | • Са лумбалним сплетом формира лумбосакрални плексус и анамостозира са пудендалним и кокцигеалним плексусом. • Инервише: , и ()m.gemellus spinalis, m.obturator internus ,(L1,S1,S2) () • Сензорним делом инервише седалну регију и ногу. |
| Гране: 1. 2. 3. n. cutaneus femoris post. 4. | 1. 2. 3. 4. | 1. Моторна грана, излази крозфорамен супрапириформе из карлице 2. Моторна грана, излази кроз форамен интерпириформе из карлице 3. Сензиорна грана, која излази кроз форамен интрапириформе испод великог седалног мишића и формира -{nn.clunium interioris i rr.perineales} 4. Моторни и сензорни живац, излази кроз форамен интерпириформе прелази преко m.quadratus femoris, лежи између средње кврге и великог обарача, испод великог седалног мишића, затим на великом аддуктору покривен са флексорима бедра. На врху чашичне јаме колена, дели се на лишњачки и голењачки живац. | 1. Инервише 2. Инервише 3. Инервише доњи део седалне регије и кожу задњег дела 4. Инервише, пре него се дели; • , • , • , • , • . |
| Грана: :                                     |             | • Моторни и сензорни живац. Лежи на тибијалној ивици бицепса, иде затим споља испод главице фибуле и дели се на; и | • Инервише кожу задње стране потколенице |
| Гране: 1. 2. 3.                              |             | 1. Сензорни живац, који прелази преко фибуларне главе гастрокнемијуса, пробија фасцију и долази до фибуларног малола. 2. Претежно сензорни живац. Лежи између оба фибуларна мишића, пробија фасцију на доњем крају потколенице и спушта се на дорзум стопала као n.cutaneus dorsalis medialis et intermedius3. Претежно моторни живац. Пролази кроз почетну тетиву другог фибуларног мишића и другог испружача прста, улази затим у и долази испод на дорзум ноге. | 2. Инервише оба фибуларна мишића и кожу спољне стране поткленице и дорзума ноге и то и тибијалну страну праста до средње фаланге (тибијални део), затим фибуларну страну и тибијалну страну прста (средишњи део). 3. Инервише предњу групу мишића потколенице, и кожу додирних страна и прста. |
| Грана:                                       |             | • Моторни и сензорни живац који наставља ток ишијадикуса. У чашичној јами лежи површно, затим пролази између две главе гастрокнемијуса и улази у поплитеални канал, лежи испред солеуса и долази до иза тибијалног малеолуса, где пролази тарзални канал, и дели се у n.plantaris medius i lateralis | •Инервише задњу групу мишића потколенице и мишиће стопала, а синзитивном граном кожу задње стране потколенице, планту и прсте. |
| Гране: 1. 2. rr.musculares                   | 1. 2.       | 1. Сензорни живац листа, прати малу сафену и долази на спољну страну ноге и стопала. 2. Мишићне гране инервишу мишиће: m.popliteus, m.plantaris, m.gastrocnemius, m.tibialis posterior | • Инервише кожу пете, спољњег глежња и фибуларну страну прста |

## Клинички значај
Сакрална плексопатија је поремећај који утиче на нерве сакралног плексуса. Обично је узрокована:
- траумом,
- компресијом нерва,
- васкуларним обољењем,
- инфекцијом.

Симптоми могу укључивати бол, губитак контроле моторних функција и сензорне дефиците.

## Галерија
- Десни симпатички ланац и његове везе са торакалним, трбушним и карличним плексусима..
- Шематски приказ сакралног плексуа.
- Дијаграм сакралног плексуа.